# Ḩeşār (ort i Östazarbaijan)
Ḩeşār (persiska: حصار, Ḩeşār-e Meydān Dāghī) är en ort i Iran.   Den ligger i provinsen Östazarbaijan, i den nordvästra delen av landet, 400 km nordväst om huvudstaden Teheran. Ḩeşār ligger 1 914 meter över havet och antalet invånare är 198.
Terrängen runt Ḩeşār är lite bergig, och sluttar västerut.Runt Ḩeşār är det ganska glesbefolkat, med 40 invånare per kvadratkilometer. Närmaste större samhälle är Ārmūdāq, 12,8 km norr om Ḩeşār. Trakten runt Ḩeşār består i huvudsak av gräsmarker.